# Prioniturus luconensis
Prioniturus luconensis е вид птица от семейство Psittaculidae. Видът е световно застрашен, със статут Уязвим.

## Разпространение
Видът е разпространен във Филипините.